# Tony Martin (cyclisme)
Pour les articles homonymes, voir Tony Martin et Martin.
Tony Martin, né le 23 avril 1985 à Cottbus en Allemagne, est un coureur cycliste allemand, professionnel entre 2006 et 2021. Spécialiste des contre-la-montre, il est quadruple champion du monde de la spécialité en 2011, 2012, 2013 et 2016 (co-recordman avec Fabian Cancellara) et dix fois champion d'Allemagne. Il a également remporté une médaille d'argent sur le contre-la-montre des Jeux olympiques d'été de 2012 à Londres, terminant deuxième derrière Bradley Wiggins.
Il a remporté trois autres titres de champion du monde du contre-la-montre par équipes en 2012, 2013 et 2016, le titre de champion du monde du contre-la-montre par équipes en relais mixte en 2021, ainsi que sept étapes de grand tours, dont cinq contre-la-montre individuels. Il compte également à son palmarès plusieurs courses par étapes, dont l'Eneco Tour (2010), Paris-Nice (2011) et les deux premières éditions du Tour de Pékin en 2011 et 2012.
Son style caractéristique lors des contre-la-montre lui a valu le surnom de « Panzer ».

## Biographie

### Enfance et carrière amateur
Tony Martin est formé au RSV Seeheim, avec lequel il remporte de nombreuses victoires, et notamment le titre de Champion d'Allemagne du contre-la-montre junior en 2003. Il rejoint l'année suivante l'équipe TEAG Köstritzer, avec laquelle il se consacre au cyclisme sur route, mais aussi sur piste, avec succès. Il remporte ainsi le titre de Champion d'Allemagne de poursuite par équipes en 2004, puis, en 2005, deux étapes du relevé Giro delle Regioni, qui lui valent une place de stagiaire dans l'équipe Gerolsteiner. Il y remporte sans tarder sa première victoire professionnelle dans le contre-la-montre en côte du Regio Tour, puis termine sixième des Championnats du monde du contre-la-montre espoirs. 
Malgré ces succès, Martin ne trouve pas d'équipe professionnelle l'année suivante, et passe deux nouvelles années dans l'équipe Thüringer Energie. En 2006, il y remporte le Tour de Thuringe et le Championnat d'Allemagne du contre-la-montre espoirs. Grâce à sa remarquable régularité, il remporte également la Coupe d'Allemagne espoirs devant son coéquipier Sebastian Schwager. 
En 2007, Martin réussit de très nombreuses performances sur les courses espoirs de deuxième catégorie. Il termine deuxième du Tour de Thuringe, et remporte notamment la Coppa Città di Asti et la FBD Insurance Rás. En septembre, il porte deux jours le maillot jaune sur le Tour de l'Avenir, mais termine deuxième, derrière Bauke Mollema. Ces excellents résultats lui valent naturellement un contrat avec une équipe de haut niveau, High Road.

### La découverte du haut-niveau chez High-Road / Colombia / HTC (2008-2011)

#### 2008

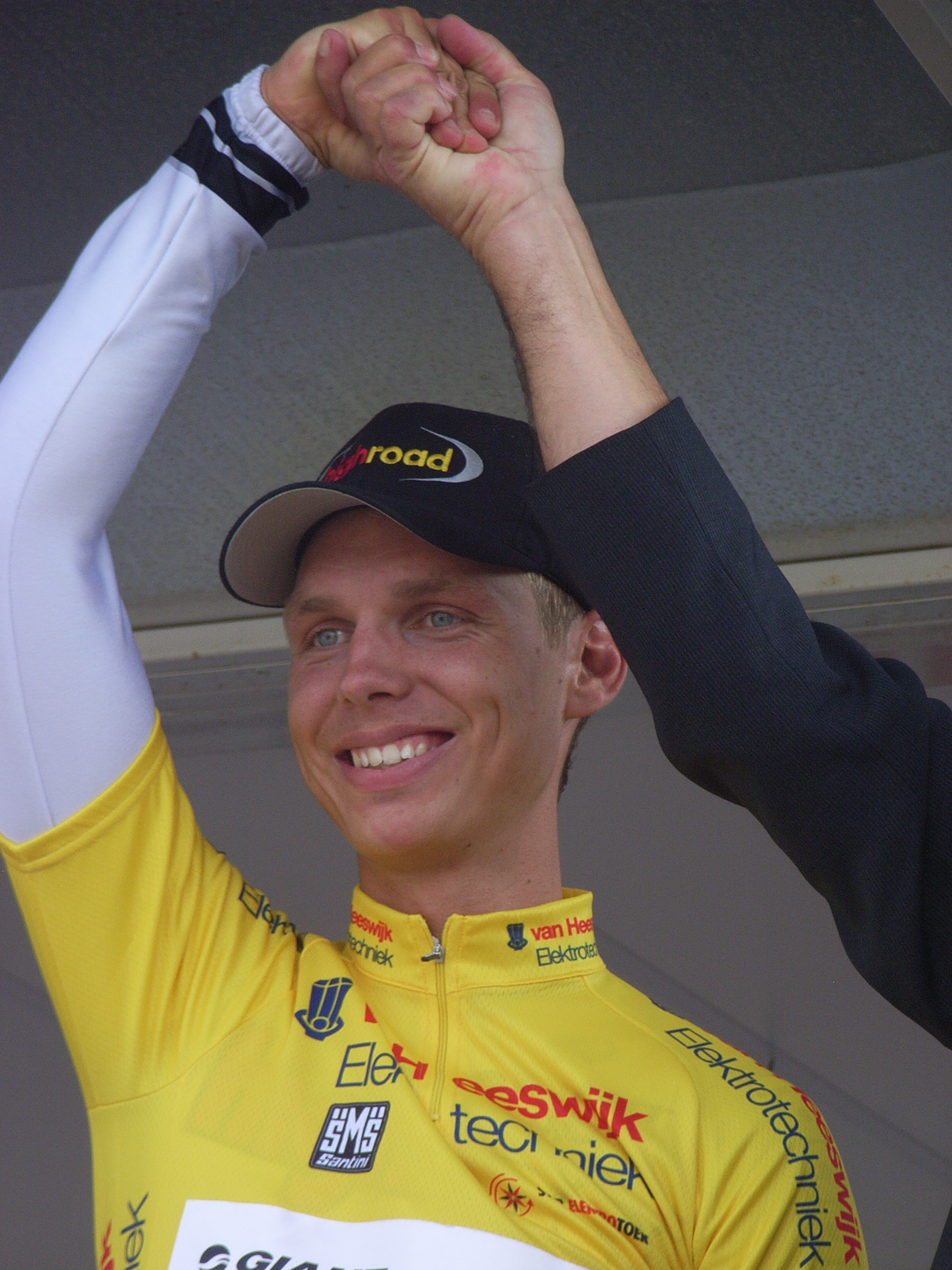
Durant le Ster Elektrotoer 2008.

Martin confirme rapidement ses aptitudes pour les contre-la-montre. Dès sa première saison, il remporte trois contre-la-montre, sur le Tour de l'Ain, le Ster Elektrotoer, et surtout le Tour d'Allemagne. Il termine également sur le podium de cinq autres contre-la-montre, dont deux fois sur le Tour d'Italie, son premier grand tour, sur le Championnat d'Allemagne du contre-la-montre, et sur l'étape contre-la-montre du Critérium international de la route. Il termine également septième du Championnat du monde du contre-la-montre, prouvant s'il était besoin qu'il était bien devenu dès sa première saison un des meilleurs rouleurs du monde. 
Martin s'illustre encore rarement dans les classements finals des courses par étapes, à l'exception du Tour de Saxe dont il prend la troisième place, mais réussit de belles performances sur certaines courses d'un jour. Il remporte ainsi sa première course de la saison sur le Hel van het Mergelland, devançant au sprint son coéquipier et compagnon d'échappée, Adam Hansen.

#### 2009
Dès le début de la saison 2009, Tony Martin confirme ses aptitudes pour l'exercice chronométré, termine quatrième du prologue de Paris-Nice, puis remportant la 3e étape du Critérium international de la route. Il termine également septième du Tour de l'Algarve (grâce à sa sixième place dans le contre-la-montre), et de la Clásica de Almería.
Il participe au mois de juin au Tour de Suisse, et à la razzia de son équipe sur les victoires d'étapes (6 sur 9). Il remporte l'étape reine arrivant en altitude à Crans-Montana devant Damiano Cunego. Il réitère une belle performance le lendemain en prenant la seconde place du chrono derrière Fabian Cancellara. C'est également la place qu'il obtient au général à l'arrivée.
Vient ensuite le Tour de France, le premier auquel il participe. Son prologue est réussi puisqu'il termine huitième à 33 secondes de Cancellara. Puis il est la surprise de la première grosse étape de montagne, à Arcalis, terminant seizième en compagnie des principaux favoris, dans un groupe à 11, comprenant notamment Lance Armstrong, Andy Schleck ou Cadel Evans. Mais il subit un coup de moins bien dans les Alpes, rétrograde jusqu'à la 50e place au général au soir de la 17e étape.
Sa fin de Tour est meilleure : il finit onzième du chrono d'Annecy et profite également de l'avant dernière étape pour s'illustrer, il arrive second au Mont Ventoux, seulement battu au sprint par Juan Manuel Garate. Il a également été précieux dans les sprints de son coéquipier Mark Cavendish, en étant un des maillons essentiels du train qui l'emmenait. Il termine donc finalement 36e de son premier Tour de France et devient un prétendant aux bonnes places sur les grands Tours à l'avenir.

#### 2010

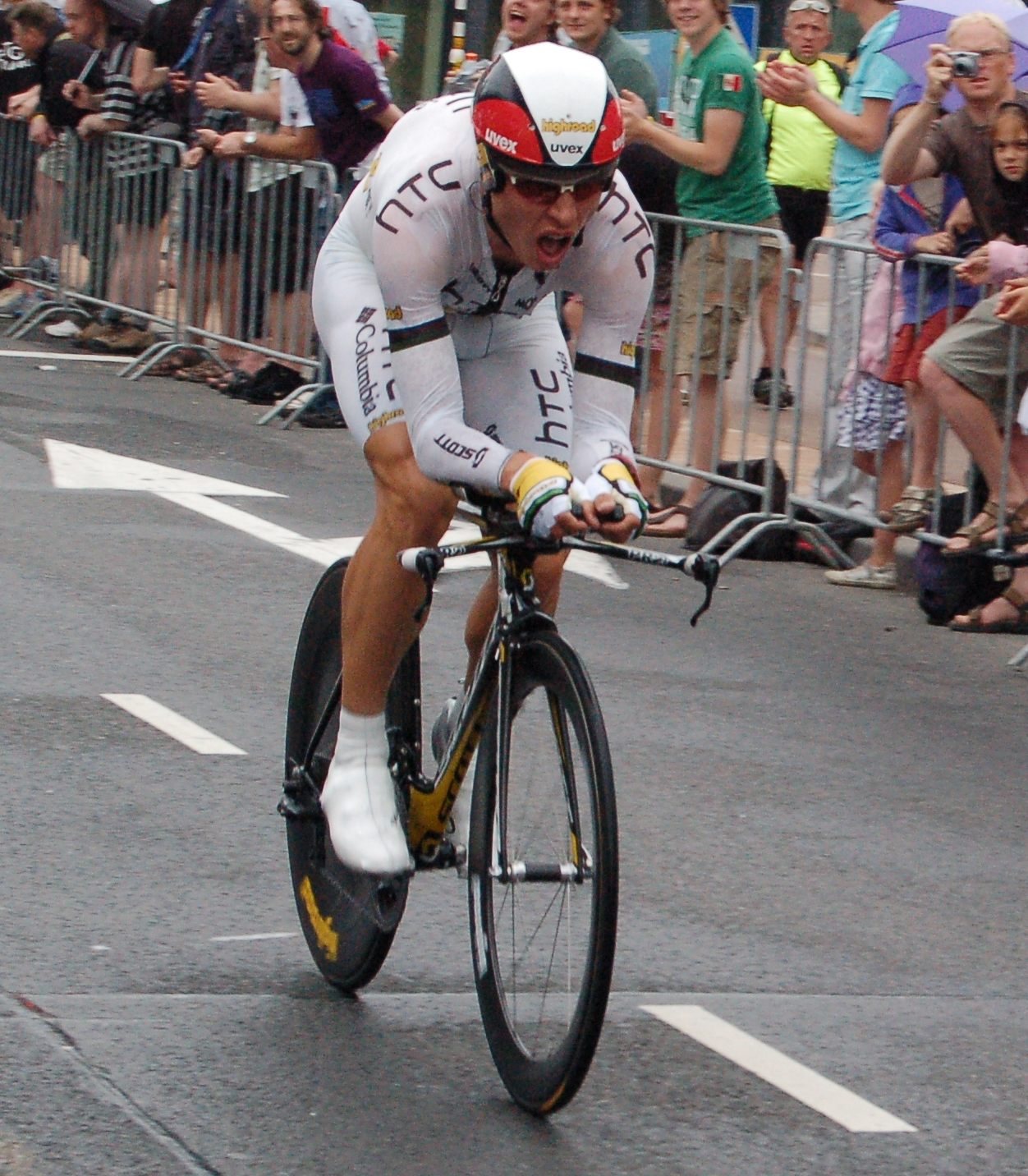
Tony Martin au prologue du Tour de France 2010.

Début 2010, Tony Martin se blesse au genou. Il repousse donc son début de saison, avec de moindres ambitions. Lors de Paris-Nice, il abandonne pendant la dernière étape alors qu'il occupe la 108e place au classement général. Il participe ensuite au Tour de Catalogne, à l'Amstel Gold Race, la Flèche wallonne et Liège-Bastogne-Liège, où il reste loin des premières places. Il obtient son premier succès en mai, lors du Tour de Californie, dont il remporte la septième étape, un contre-la-montre où il devance Michael Rogers et David Zabriskie.
Tony Matin participe ensuite au Tour de Suisse, où il finit sixième après avoir été leader du classement général pendant trois jours et remporté la dernière étape, disputée contre-la-montre. Avec cette victoires, il est le seul coureur à battre Fabian Cancellara en 2010 sur une épreuve chronométrée de plus de 10 kilomètres. Fin juin, il devient champion d'Allemagne du contre-la-montre. Il arrive sur le Tour de France avec le statut de co-leader de l'équipe HTC-Columbia pour le classement général, avec Michael Rogers. Bien qu'ayant réalisé un temps référence de 10 minutes et 10 secondes en battant l'américain Brent Bookwalter de 25 secondes, il finit deuxième du prologue, à 10 secondes de Fabian Cancellara et porte le maillot blanc de meilleur jeune durant quatre étapes. Malgré une très bonne entame de Tour, il rate le reste de sa course, finissant loin au général (137e). Comme lors du prologue, il finit deuxième derrière Cancellara lors de la 19e étape, le contre-la-montre de Pauillac.
Martin remporte en août l'Eneco Tour ainsi que la dernière étape, sa quatrième victoire en contre-la-montre en 2010. Il participe au Tour de Grande-Bretagne pour se préparer au championnat du monde du contre-la-montre à Melbourne en Australie. Il finit troisième de ce dernier, comme en 2009, derrière David Millar et Fabian Cancellara. Il manque la deuxième place à cause d'une crevaison à moins de huit kilomètres de l'arrivée, qui lui coûte plus de 40 secondes.

#### 2011
Devenu l'un des meilleurs rouleurs du monde, il commence sa saison 2011 au Challenge de Majorque. Il participe ensuite au Tour de l'Algarve où, après avoir fini quatrième de la 3e étape au sommet de Malhão, il remporte le contre-la-montre de la dernière étape, s’adjugeant ainsi le classement final. Il vise ensuite le top 5 de Paris-Nice, « un des grands objectifs de [sa] saison ». Il remporte, notamment grâce à sa victoire dans le contre-la-montre, cette « course au soleil », qu'il considère comme « le plus gros succès de [sa] carrière ».

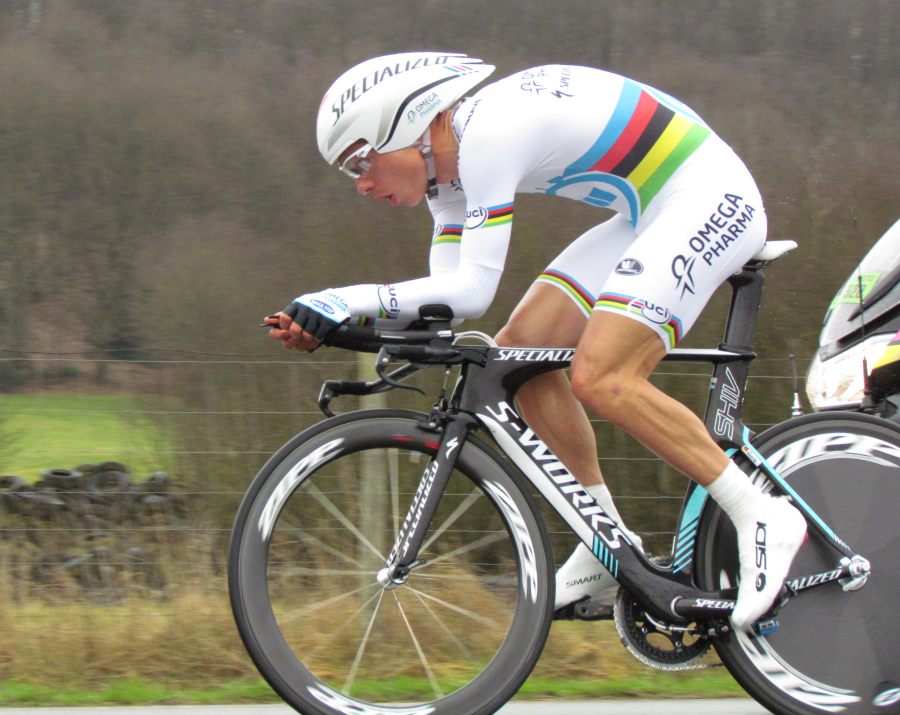
Tony Martin avec le maillot arc-en-ciel

Au Tour de France 2011, il remporte le contre-la-montre individuel de 43 km à Grenoble le samedi 23 juillet, devant Cadel Evans. Il récidive lors de la  10e étape du Tour d'Espagne où il devance notamment Bradley Wiggins et Fabian Cancellara de plus d'une minute. Cette victoire le positionne en favori pour le championnat du monde du contre-la-montre.
Le 31 août, le Het Nieuwsblad annonce le transfert de Tony Martin dans l'équipe Quick Step, qui deviendra Omega Pharma-Quick en 2012. L'information de son transfert sera rendu officielle le lendemain.
Le 21 septembre 2011, il participe aux championnats du monde du contre-la-montre à Copenhague au Danemark dont il est le grand favori avec le Suisse Fabian Cancellara. Il remporte la course avec plus d'une minute d'avance sur le second, le britannique Bradley Wiggins et devient ainsi le troisième allemand champion de la spécialité après Jan Ullrich et Bert Grabsch.

### Un des meilleurs rouleurs du monde chez Quick-Step (2012-2016)

#### 2012
Il revient au premier plan lors du Tour du Pays basque dans lequel il se classe troisième de l'ultime contre-la-montre et cinquième du classement général. La semaine suivante, il est renversé par une voiture à l'entrainement, souffrant de plusieurs fractures au visage, ainsi qu'à l'omoplate gauche et à un bras.
Présent sur le Tour de France, Tony Martin subit une crevaison qui ne lui permet pas de lutter pour la victoire lors du prologue. Le lendemain, il est victime d'une chute et continue la Grande Boucle avec une fracture du scaphoïde gauche. Présent jusqu'au premier contre-la-montre, il y termine douzième malgré une nouvelle crevaison. Il abandonne au terme de cette étape et a comme objectif suivant les Jeux olympiques.
Lors de ces Jeux, Tony Martin obtient la médaille d'argent du contre-la-montre, battu de 42 secondes par le vainqueur du Tour Bradley Wiggins.
Le 16 septembre, il remporte le nouveau championnat du monde du contre-la-montre par équipes de marque avec ses coéquipiers de l'équipe Omega Pharma-Quick Step Sylvain Chavanel, Tom Boonen, Niki Terpstra, Kristof Vandewalle et Peter Velits, à une moyenne horaire de 50,534 km/h. Il conserve ensuite son titre de champion du contre-la-montre, en l'absence de Fabian Cancellara et de Bradley Wiggins, en devançant de cinq secondes l'Américain Taylor Phinney.

#### 2013

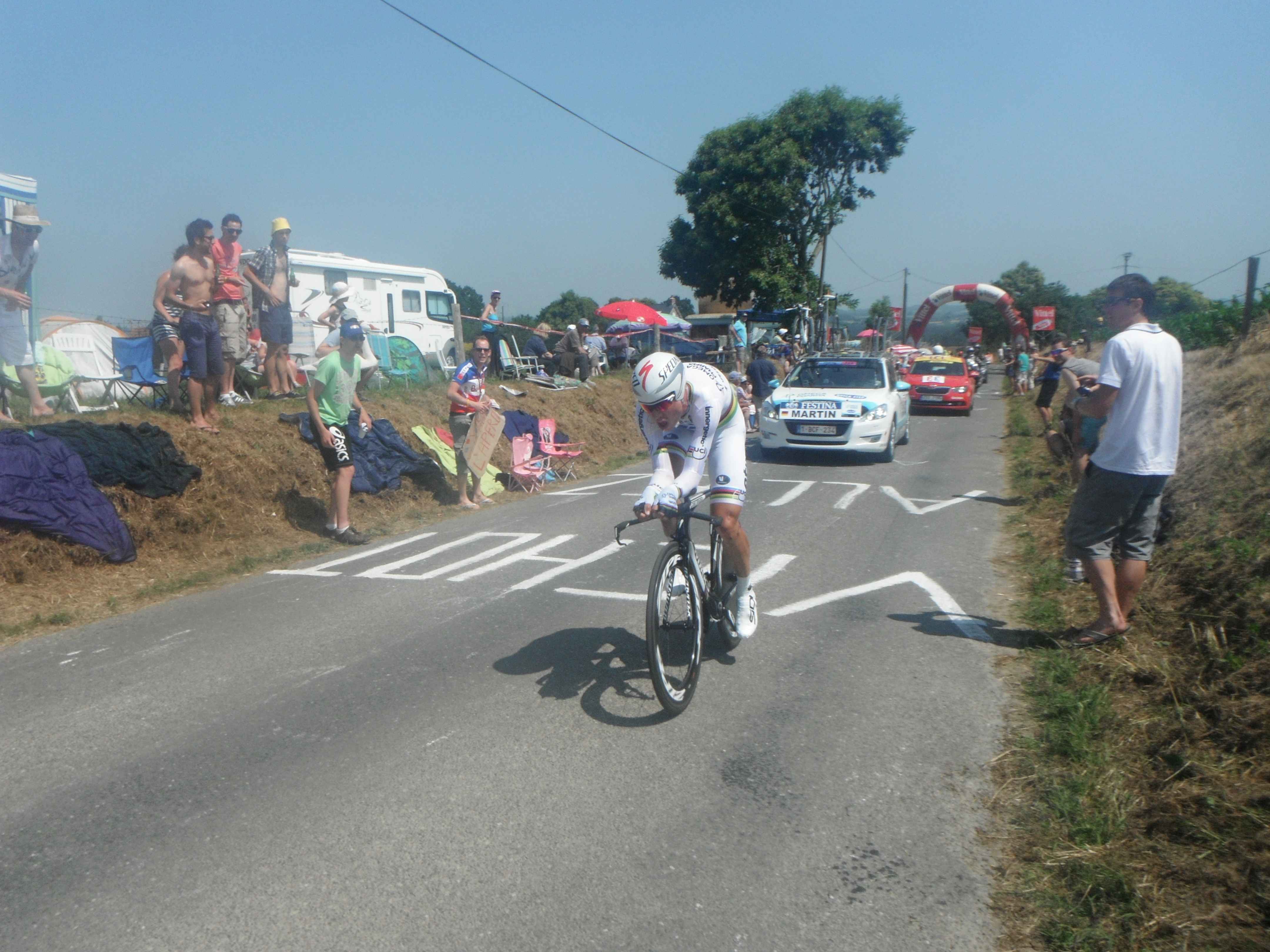
Tony Martin file vers le Mont Saint-Michel et la victoire d'étape pendant le Tour de France 2013.

Lors de la première partie de la saison 2013, Tony Martin remporte tous les contre-la-montre auquel il participe, notamment au Tour de Romandie et au Critérium du Dauphiné. Au Tour de France, il obtient sa deuxième victoire d'étape au Mont Saint-Michel, devançant Christopher Froome de 12 secondes. Aux Championnats du monde, il réalise à nouveau le doublé contre-la-montre par équipes et contre-la-montre lors duquel il remporte l'épreuve haut la main en relégant à plus de 45 secondes ses rivaux Bradley Wiggins et Fabian Cancellara. Une fois la saison terminée, Martin se fait opérer du scaphoïde gauche fracturé durant le Tour de France 2012 et qui avait mal consolidé.

#### 2014
Tony Martin gagne tout d'abord la première étape de Tirreno-Adriatico en contre-la-montre par équipes. Il remporte ensuite les deuxième et sixième (contre-la-montre) étapes du Tour du Pays basque. En juin, il remporte le Tour de Belgique, une victoire forgée lors de son succès sur le contre-la-montre. C'est sa troisième victoire d'affilée dans cette course par étapes. Il prend la tête du Tour de Suisse dès le début de cette course grâce à sa victoire dans le contre-la-montre initial de 9.4 km. Il accentue son avantage en remportant la septième étape, un contre-la-montre de 24.7 km. Résistant ensuite dans la première étape de montagne, il perd finalement l'épreuve le dernier jour au terme d'une nouvelle étape de montagne. Il est finalement quatrième.
Avant le Tour de France, Martin remporte un quatrième titre national en contre-la-montre. Sur le Tour de France, il gagne la neuvième étape à l'issue d'une échappée. Lors de la deuxième journée de repos, la prolongation de contrat de Martin de deux ans dans l'équipe est annoncée. En fin de Tour, il gagne le contre-la-montre Bergerac-Périgueux avec plus d'une minute et demi d'avance sur le deuxième, Tom Dumoulin. Il termine à la 47e place du classement général. Un mois plus tard, il prend le départ du Tour d'Espagne. Il y remporte la dixième étape, un contre-la-montre, et abandonne lors de la quinzième étape. Aux championnats du monde, organisés à Ponferrada en Espagne, il dispute les trois épreuves masculines. Avec Omega Pharma-Quick Step, il perd le titre de champion du monde du contre-la-montre par équipes et prend la médaille de bronze derrière les équipes BMC et Orica-GreenEDGE. Au contre-la-montre individuel, il est battu pour la première fois depuis 2010. Il est devancé de 26 secondes par le Britannique Bradley Wiggins et obtient la médaille d'argent.

#### 2015
En 2015, Tony Martin remporte la troisième étape du Tour de l'Algarve et la  sixième étape du Tour de Romandie en contre-la-montre. En juin, il gagne pour la cinquième fois le championnat d'Allemagne du contre-la-montre. Sur le Tour de France, il est battu dans le contre-la-montre initial par Rohan Dennis. Les deux jours suivants, le maillot jaune passe sur les épaules de Fabian Cancellara puis Christopher Froome, Martin étant à chaque fois deuxième du classement général. La quatrième étape emprunte plusieurs secteurs pavés. Martin s'échappe du peloton à trois kilomètres de l'arrivée et s'impose, ce qui lui permet d'obtenir le maillot jaune. Il chute dans le dernier kilomètre de la sixième étape. Il finit l'étape malgré une fracture ouverte de la clavicule gauche nécessitant une intervention chirurgicale, ce qui provoque son abandon. À la guérison de cette blessure, il participe au Tour Poitou-Charentes.
Martin est sélectionné pour les championnats du monde de Richmond. Attendu pour viser le titre en contre-la-montre, il est également retenu pour la course en ligne, où les chefs de file allemands sont André Greipel et John Degenkolb.

#### 2016
En 2016, après avoir participé au Dubaï Tour, Tony Martin est présent au Tour de l'Algarve. Contrairement à 2015, il n'y remporte pas le contre-la-montre où il est dominé pour 3 secondes par Fabian Cancellara. Il est néanmoins en tête de l'épreuve pendant deux jours grâce à ce résultat mais est distancé dans la dernière étape qui voit Geraint Thomas remporter le classement général. Martin s'engage ensuite sur les classiques flandriennes, inspiré en cela par sa victoire sur le Tour de France 2015 sur une étape de ce profil. Au mois d'août il signe un contrat de deux ans avec la formation Katusha-Alpecin. Au mois d'octobre, il devient pour la 4e fois champion du monde contre-la-montre individuelle à Doha au Qatar, 3 jours après avoir été sacré sur le contre-la-montre par équipes.

### Deux saisons décevantes chez Katusha-Alpecin (2017-2018)
En 2017, Tony Martin rejoint l'équipe Katusha-Alpecin, qui l'engage pour deux ans. Le cosponsor Alpecin, et surtout le fournisseur de cycles Canyon, deux entreprises allemandes, ont infuencé ce choix. Ayant obtenu de bons résultats lors de courses pavées au cours des dernières saisons, il fait des classiques un objectif de saison,. Le duo qu'il forme avec le sprinter Alexander Kristoff y est attendu. Les résultats ne sont pas à la hauteur de ces attentes. La saison de Tony Martin est décevante avec une seule victoire en contre-la-montre, le championnat d'Allemagne, et une victoire d'étape au Tour de la Communauté valencienne. Il ne prend que la neuvième place du championnat du monde du contre-la-montre, à Bergen, dont le parcours, terminant par une côte, ne lui convenait pas. L'année suivante, il dispute son deuxième Tour d'Italie, où il est deuxième d'une étape contre la montre derrière Rohan Dennis, puis prend part au Tour de France. Il quitte la course après une semaine, souffrant d'une vertèbre fracturée à la suite d'une chute. De retour en compétition au Tour de Grande-Bretagne deux mois plus tard, il est septième du championnat du monde du contre-la-montre en fin de saison.
Après ces deux saisons chez Katusha-Alpecin, il s'engage pour les deux suivantes avec l'équipe néerlandaise Jumbo-Visma.

### Dernières saisons chez Jumbo-Visma (2019-2021)
Il étrenne pour la première fois ses nouvelles couleurs sur le Tour de la Communauté valencienne où il prend la troisième place du contre-la-montre inaugural. Il enchaîne avec un rôle d'équipier par le Tour des Émirats arabes unis et Tirreno-Adriatico, tous deux remportés par son leader Primož Roglič. Lors du Tour de Romandie, il se distingue sur les deux exercices chronométrés, 4e du prologue et 5e du contre-la-montre final. Le 28 juin, il conserve son titre de champion d'Allemagne du contre-la-montre avant de participer au Tour de France. Il y est disqualifié au terme de la 17e étape, en compagnie de Luke Rowe, à la suite de leur altercation à 15 kilomètres de l'arrivée, au pied du col de la Sentinelle. Il reprend la compétition sur le Tour d'Espagne, où il abandonne lors de la 19e étape à la suite d'une chute massive. Pour clore sa saison, il participe à deux épreuves des championnats du monde, le contre-la-montre par équipes en relais mixte (2e) et le contre-la-montre individuel (9e). Aux mondiaux, il décroche avec l'équipe d'Allemagne la médaille d'argent du contre-la-montre par équipes en relais mixte.
Lors de la saison 2020 tronquée par la pandémie de Covid-19, il ne remporte aucune course pour la première fois de sa carrière. En octobre 2020, lors de la première journée de repos du Tour d'Italie, le chef de file de Tony Martin sur la course, Steven Kruijswijk, est testé positif au SARS-CoV-2. L'ensemble de l'équipe Jumbo-Visma décide alors d'abandonner ce Giro.
En mars 2021, il chute au cours de la cinquième étape de Paris-Nice, ce qui lui cause une fracture à un coude et entraîne son abandon. En juin, il remporte pour la dixième fois le championnat d'Allemagne du contre-la-montre. Il participe ensuite au Tour de France, où il abandonne lors de la onzième étape après une chute. Déjà sur la première étape, il avait été impliqué dans une chute massive causée par une spectatrice. Peu avant le début des championnats du monde, il annonce avoir résilié à l'amiable son contrat chez Jumbo-Visma qui courait jusqu'à fin 2022. La sécurité et ses nombreuses chutes dans un passé récent ont notamment contribué à sa décision. Il prend sa retraite le 22 septembre 2021, après avoir terminé à la sixième place du championnat du monde du contre-la-montre et décroché le titre sur le contre-la-montre par équipes en relais mixte.

## Palmarès, résultats et distinctions

### Palmarès amateur
| - 2002 - 4eb étape de la Course de la Paix juniors (contre-la-montre) - 2003 - Championnat d'Allemagne du contre-la-montre juniors - 2ea étape du Tour de Basse-Saxe juniors (contre-la-montre) - 1reb étape du Giro della Lunigiana (contre-la-montre) - 8e du championnat du monde du contre-la-montre juniors - 2004 - Champion d'Allemagne de poursuite par équipes - 3e du championnat d'Allemagne de l'américaine - 2005 - 4e et 6e étapes du Tour des régions italiennes - 4e étape du Regio-Tour (contre-la-montre) - 2e du championnat d'Allemagne de la montagne - 6e du championnat d'Europe du contre-la-montre espoirs | - 2006 - Champion d'Allemagne du contre-la-montre espoirs - Vainqueur de la Coupe d'Allemagne espoirs - Classement général du Tour de Thuringe - 3e du Tour de Mainfranken - 6e du championnat d'Europe sur route espoirs - 2007 - Classement général du FBD Insurance Rás - 3e étape du Circuit des Ardennes (contre-la-montre) - Coppa Città di Asti - 1re étape du Tour de Thuringe - 2e du Tour de l'Avenir - 2e du Tour de Thuringe |

### Palmarès professionnel
| - 2008 - Hel van het Mergelland - Prologue du Ster Elektrotoer - 3eb étape du Tour de l'Ain (contre-la-montre) - 8e étape du Tour d'Allemagne (contre-la-montre) - 3e du championnat d'Allemagne du contre-la-montre - 3e du Tour de Saxe - 7e du championnat du monde du contre-la-montre - 2009 - 8e étape du Tour de Suisse - 3e étape du Critérium international (contre-la-montre) - 3e étape du Tour de Romandie (contre-la-montre par équipes) - 4e étape du Tour de Bavière (contre-la-montre) - 2e du Tour de Suisse - 2e du championnat d'Allemagne du contre-la-montre - Médaillé de bronze au championnat du monde du contre-la-montre - 8e du Tour de Romandie - 2010 - Champion d'Allemagne du contre-la-montre - 7e étape du Tour de Californie (contre-la-montre) - 9e étape du Tour de Suisse (contre-la-montre) - Eneco Tour : - Classement général - 7e étape (contre-la-montre) - Médaillé de bronze au championnat du monde du contre-la-montre - 6e du Tour de Suisse - 2011 - Champion du monde du contre-la-montre - Tour de l'Algarve : - Classement général - 5e étape (contre-la-montre) - Paris-Nice : - Classement général - 6e étape (contre-la-montre) - 6e étape du Tour du Pays basque (contre-la-montre) - 3e étape du Critérium du Dauphiné (contre-la-montre) - 20e étape du Tour de France (contre-la-montre) - 10e étape du Tour d'Espagne (contre-la-montre) - Tour de Pékin : - Classement général - 1re étape (contre-la-montre) - Chrono des Nations - 2e du Tour de Romandie - 2e du championnat d'Allemagne du contre-la-montre - 2012 - Champion du monde du contre-la-montre - Champion du monde du contre-la-montre par équipes - Champion d'Allemagne du contre-la-montre - Tour de Belgique : - Classement général - 4e étape (contre-la-montre) - Tour de Pékin : - Classement général - 2e étape - Chrono des Nations-Les Herbiers-Vendée - 2e du Tour de l'Algarve - Médaillé d'argent du contre-la-montre aux Jeux olympiques - 5e du Tour du Pays basque - 2013 - Champion du monde du contre-la-montre - Champion du monde du contre-la-montre par équipes - Champion d'Allemagne du contre-la-montre - Tour de l'Algarve : - Classement général - 4e étape (contre-la-montre) - 1re (contre-la-montre par équipes) et 7e (contre-la-montre) étapes de Tirreno-Adriatico - 6e étape du Tour du Pays basque (contre-la-montre) - 5e étape du Tour de Romandie (contre-la-montre) - Tour de Belgique : - Classement général - 3e étape (contre-la-montre) - 4e étape du Critérium du Dauphiné (contre-la-montre) - 11e étape du Tour de France (contre-la-montre) - Chrono des Nations-Les Herbiers-Vendée - 6e du Tour de Pékin | - 2014 - Champion d'Allemagne du contre-la-montre - 1re étape de Tirreno-Adriatico (contre-la-montre par équipes) - 2e et 6e (contre-la-montre) étapes du Tour du Pays basque - Tour de Belgique : - Classement général - 3e étape (contre-la-montre) - 1re et 7e étapes du Tour de Suisse (2 contre-la-montre) - 9e et 20e (contre-la-montre) étapes du Tour de France - 10e étape du Tour d'Espagne (contre-la-montre) - Médaillé d'argent au championnat du monde du contre-la-montre - Médaillé de bronze au championnat du monde du contre-la-montre par équipes - 4e du Tour de Suisse - 2015 - Champion d'Allemagne du contre-la-montre - 3e étape du Tour de l'Algarve (contre-la-montre) - 6e étape du Tour de Romandie (contre-la-montre) - 4e étape du Tour de France - Classement général du Tour du Poitou-Charentes - Médaillé d'argent au championnat du monde du contre-la-montre par équipes - 7e du championnat du monde du contre-la-montre - 2016 - Champion du monde du contre-la-montre - Champion du monde du contre-la-montre par équipes - Champion d'Allemagne du contre-la-montre - 7ea étape du Tour de Grande-Bretagne (contre-la-montre) - 2017 - Champion d'Allemagne du contre-la-montre - 2e étape du Tour de la Communauté valencienne - 3e du Tour de Belgique - 9e du championnat du monde du contre-la-montre - 2018 - Champion d'Allemagne du contre-la-montre - 7e du championnat du monde du contre-la-montre - 2019 - Champion d'Allemagne du contre-la-montre - 1re étape de l'UAE Tour (contre-la-montre par équipes) - 2e étape du Tour de France (contre-la-montre par équipes) - Médaillé d'argent du championnat du monde du contre-la-montre par équipes en relais mixte - 9e du championnat du monde du contre-la-montre - 2021 - Champion du monde du contre-la-montre par équipes en relais mixte - Champion d'Allemagne du contre-la-montre - 6e du championnat du monde du contre-la-montre |

### Résultats sur les grands tours

#### Tour de France
13 participations
- 2009 : 36e
- 2010 : 137e
- 2011 : 44e, vainqueur de la 20e étape (contre-la-montre)
- 2012 : non-partant (10e étape)
- 2013 : 106e, vainqueur de la 11e étape (contre-la-montre)
- 2014 : 47e, vainqueur des 9e et 20e (contre-la-montre) étapes
- 2015 : non-partant (7e étape), vainqueur de la 4e étape,  maillot jaune pendant 3 jours
- 2016 : abandon (21e étape)
- 2017 : 101e
- 2018 : non-partant (9e étape)
- 2019 : hors-course[37] (17e étape), vainqueur de la 2e étape (contre la montre par équipes)
- 2020 : 118e
- 2021 : abandon (11e étape)

#### Tour d'Italie
3 participations
- 2008 : 128e
- 2018 : 110e
- 2020 : non-partant (10e étape)

#### Tour d'Espagne
5 participations
- 2011 : non-partant (19e étape), vainqueur de la 10e étape (contre-la-montre)
- 2012 : abandon (20e étape)
- 2013 : abandon (15e étape)
- 2014 : abandon (15e étape), vainqueur de la 10e étape (contre-la-montre)
- 2019 : abandon (19e étape)

### Classements mondiaux
| Année                                 | 2005  | 2006 | 2007 | 2008 | 2009 | 2010 | 2011 | 2012 | 2013 | 2014 | 2015 | 2016 | 2017 | 2018 | 2019 | 2020 | 2021 |
| ------------------------------------- | ----- | ---- | ---- | ---- | ---- | ---- | ---- | ---- | ---- | ---- | ---- | ---- | ---- | ---- | ---- | ---- | ---- |
| UCI ProTour                           | nc    | nc   | nc   | 98e  |      |      |      |      |      |      |      |      |      |      |      |      |      |
| Calendrier mondial                    |       |      |      |      | 40e  | 25e  |      |      |      |      |      |      |      |      |      |      |      |
| UCI World Tour                        |       |      |      |      |      |      | 5e   | 28e  | 56e  | 34e  | 92e  | 203e | 210e | 193e |      |      |      |
| Classement mondial                    |       |      |      |      |      |      |      |      |      |      |      | 102e | 164e | 323e | 484e | nc   | 256e |
| UCI Europe Tour                       | 1134e | 191e | 52e  |      |      |      |      |      |      |      |      | 196e | 130e | 678e | 373e | nc   | 218e |
| UCI Asia Tour                         | nc    | nc   | nc   |      |      |      |      |      |      |      |      | 8e   | nc   | nc   |      |      |      |
| UCI America Tour                      | nc    | nc   | nc   |      |      |      |      |      |      |      |      | 174e | nc   | nc   |      |      |      |
|                                       |       |      |      |      |      |      |      |      |      |      |      |      |      |      |      |      |      |
| Légende : nc = non classéSource : UCI |       |      |      |      |      |      |      |      |      |      |      |      |      |      |      |      |      |

### Distinctions
- Cycliste allemand de l'année : 2009, 2011, 2016 et 2021